# Helia subnigra
Helia subnigra är en fjärilsart som beskrevs av William Schaus 1912. Helia subnigra ingår i släktet Helia och familjen nattflyn. Inga underarter finns listade i Catalogue of Life.